# Premio Goya per il miglior documentario
Il premio Goya per il miglior documentario (premio Goya a la mejor película documental) è un premio cinematografico assegnato annualmente dall'Academia de las Artes y las Ciencias Cinematográficas de España al miglior documentario.
Viene assegnato dal 2002, quindici anni dopo la prima edizione del premio Goya. L'Accademia, a partire dalla VII edizione del 1993, assegna anche un Premio per il miglior cortometraggio documentario.

## Albo d'oro
I vincitori sono indicati in grassetto, a seguire gli altri candidati.

### Anni 2002-2009
- 2002
  - En construcción, regia di José Luis Guerín
  - Asesinato en febrero, regia di Eterio Ortega
  - Extranjeros de sí mismos, regia di José Luis López Linares e Javier Rioyo
  - Los niños de Rusia, regia di Jaime Camino
- 2003
  - El efecto Iguazú, regia di Pere Joan Ventura
  - Balseros, regia di Carles Bosch e Josep Mª Domènech (candidata all'Oscar al miglior documentario)
  - De Salamanca a ninguna parte, regia di Chema de la Peña
  - Nómadas del viento / Le Peuple migrateur, regia di Jacques Perrin, Jacques Cluzaud e Michel Debats
- 2004
  - Un instante en la vida ajena, regia di José Luis López-Linares e Javier Rioyo
  - La pelota vasca, la piel contra la piedra, regia di Julio Medem
  - Polígono sur. El arte de Las Tres Mil, regia di Dominique Abel
  - Suite Habana, regia di Fernando Pérez

- 2005
  - El milagro de Candeal, regia di Fernando Trueba
  - De niños, regia di Joaquín Jordá
  - ¡Hay motivo!, regia di 33 registi
  - Salvador Allende, regia di Patricio Guzmán
- 2006
  - Cineastas contra magnates, regia di Carlos Benpar
  - Iberia, regia di Carlos Saura
  - Trece entre mil, regia di Iñaki Arteta
  - Veinte años no es nada, regia di Joaquim Jordà
- 2007
  - Cineastas en acción, regia di Carlos Benpar
  - Hécuba, un sueño de pasión, regia di Arantxa Aguirre e José Luis López-Linares
  - La silla de Fernando, regia di David Trueba
  - Más allá del espejo, regia di Joaquim Jordà
- 2008
  - Invisibles, regia di Mariano Barroso, Isabel Coixet, Javier Corcuera Andrino, Fernando León de Aranoa e Wim Wenders
  - El productor, regia di Fernando Méndez-Leite
  - Fados, regia di Carlos Saura
  - Lucio, regia di Aitor Arregui y José María Goenaga
- 2009
  - Bucarest, la memoria perdida, regia di Albert Solé
  - El pollo, el pez y el cangrejo real, regia di José Luis López Linares
  - El último truco. Emilio Ruiz del Río, regia di Sigfrid Monleón
  - Old Man Bebo, regia di Carlos Carcas

### Anni 2010-2019
- 2010
  - Garbo: el espía, regia di Edmon Roch
  - Cómicos, regia di Ana Pérez y Marta Arribas
  - La mirada de Ouka Leele, regia di Rafael Gordon
  - Últimos testigos, regia di José Luis López-Linares e Manuel Martín Cuenca
- 2011
  - Bicicleta, cuchara, manzana (Bicicleta, cullera, poma), regia di Carles Bosch
  - Ciudadano Negrín, regia di Carlos Álvarez, Imanol Uribe, Sigfrid Monleón
  - How Much does Your Building Weigh, Mr. Foster?, regia di Norberto López Amado e Carlos Carcas
  - María y yo, regia di Félix Fernández de Castro
- 2012
  - Escuchando al juez Garzón, regia di Isabel Coixet
  - 30 años de oscuridad, regia di Manuel Hidalgo Martín
  - El cuaderno de barro, regia di Isaki Lacuesta
  - Morente, regia di Emilio Ruiz Barrachina
- 2013
  - Hijos de las nubes, la última colonia, regia di Álvaro Longoria
  - Contra el tiempo, regia di José Manuel Serrano Cueto
  - Los mundos sutiles, regia di Eduardo Chapero-Jackson
  - Mapa, regia di León Siminiani
- 2014[1]
  - Las Maestras de la República, regia di Pilar Pérez Solano
  - Con la pata quebrada, regia di Diego Galán
  - Guadalquivir, regia di Joaquín Gutiérrez Acha
  - Món Petit (Mundo pequeño), regia di Marcel Barrena
- 2015
  - Paco de Lucía: La búsqueda, regia di Curro Sánchez Varela
  - Nacido en Gaza, regia di Hernán Zin
  - Edificio España, regia di Víctor Moreno
  - El último adiós de Bette Davis, regia di Pedro González Bermúdez
- 2016
  - Sueños de sal, regia di Alfredo Navarro Benito
  - Chicas nuevas 24 horas, regia di Mabel Lozano
  - I am your Father, regia di Marcos Cabotá e Toni Bestard
  - The Propaganda Game, regia di Álvaro Longoria
- 2017[2]
  - Frágil equilibrio, regia di Guilermo García López
  - Nacido en Siria, regia di Hernán Zin
  - Omega, regia di Gervasio Iglesias e José Sánchez-Montes
  - El bosco. El jardín de los sueños, regia di José Luis López-Linares
- 2018[3]
  - Muchos hijos, un mono y un castillo, regia di Gustavo Salmerón
  - Cantábrico, los dominios del oso pardo, regia di Joaquín Gutiérrez Acha
  - Dancing Beethoven, regia di Arantxa Aguirre Carballeira
  - Saura(s), regia di Félix Viscarret
- 2019
  - El silencio de otros, regia di Almudena Carracedo e  Robert Bahar
  - Apuntes para una película de atracos, regia di Elías León Siminiani
  - Camarón: flamenco y revolución, regia di Aleix Morante
  - Desenterrando Sad Hill, regia di Guillermo de Oliveira